# I’ll Make Love to You
«I’ll Make Love to You» — песня американского R&B квартета Boyz II Men, изданная в качестве первого сингла с их второго студийного альбома «II» под лейблом Motown. Песня, написанная Кеннет «Babyface» Эдмондсом, стала синглом первой величины в чарте Соединенных Штатов Billboard Hot 100 и держалась на этом месте 14 недель с 27 августа по 26 ноября 1994 года. Песня установила рекорд по количеству недель проведенных на первой строчке чарта, на то время это удалось только Уитни Хьюстон с синглом «I Will Always Love You» в конце 1992 и начала 1993 года. Позже этот рекорд был превзойден совместной творческой работой группы Boyz II Men и американской певицы Мэрайи Кэри — «One Sweet Day», песне, которой удалось оставаться на первой строчке чарта Hot 100 16 недель. В 1994 году сингл «I’ll Make Love To You» возглавил вершины чартов R&B и Adult Contemporary, а в 1995 году — вошёл в пятерку лучших песен великобританского чарта UK Singles Chart.
В 1995 году мульти-платиновый сингл «I’ll Make Love to You» принес группе Грэмми в номинации Лучшее вокальное R&B исполнение дуэтом или группой и две награды American Music Award за Лучший Поп/Рок сингл и Лучший Соул/R&B сингл.
Сингл стоит на 17 месте рейтинга Лучшие 100 песен чарта Billboard всех времён.

## Список композиций
| CD Макси-сингл для США 1. «I’ll Make Love To You» (Pop Edit) — 3:49 2. «I’ll Make Love To You» (LP Version) — 4:07 3. «I’ll Make Love To You» (Instrumental) — 5:39 4. «I’ll Make Love To You» (Acapella) — 4:49 | Сингл для Европы 1. «I’ll Make Love To You» (Pop Edit) — 3:49 2. «I’ll Make Love To You» (Instrumental) — 5:39 |

## Музыкальное видео
Музыкальное видео показывает историю парня и девушки. Парень, которого зовут Двейн, устанавливает охранную систему в доме девушки. Позже она предлагает ему выпить что-нибудь, но он занят. Позже выясняется что она нравится ему, как и он ей. В конце видео парень пишет письмо девушке, признаваясь в любви к ней. Она получает письмо и читает текст этой песни.

## Пародии и поп-культура
- Главные герои Шон и Гас в американском телесериале «Ясновидец» спели песню в конце эпизода «Шон против Красного Призрака» с Джульет на бэк-вокале.
- Группа пингвинов в анимационном мультфильме 2006 года «Делай ноги» пела следующие строчки из песни «I’ll make love to you like you want me to / And I’ll hold you tight, baby, all».
- Песня использована в видео-игре Karaoke Revolution Volume 2.
- Дженна Марони упомянула о том, что она собирается спеть дуэтом эту песню со своей матерью в комедийном сериале Студия 30.

## Кавер-версии
В 1996 году саксофонист Richard Elliot сделал кавер-версию песни для своего альбома «City Speak».

## Позиции в чартах
| Чарт (1994)                          | Высшее место |
| ------------------------------------ | ------------ |
| French Singles Chart                 | 2            |
| German Singles Chart                 | 20           |
| Swedish Singles Chart                | 6            |
| Swiss Singles Chart                  | 9            |
| UK Singles Chart                     | 5            |
| U.S. Billboard Hot 100               | 1            |
| U.S. Billboard Hot R&B/Hip-Hop Songs | 1            |
| U.S. Billboard Adult contemporary    | 1            |

| Конец 1994 года (чарт) | Позиция |
| ---------------------- | ------- |
| U.S. Billboard Hot 100 | 3       |
| Конец 1995 года (чарт) | Позиция |
| U.S. Billboard Hot 100 | 50      |